# San Miguel Eménguaro
San Miguel Eménguaro es una localidad del estado mexicano de Guanajuato. Es parte del municipio de Salvatierra.

## Toponimia
El nombre «San Miguel» hace referencia al santo patrono de la localidad: Miguel Arcángel. El nombre «Eménguaro» proviene del purépecha, su significado es «lugar de maíz eterno».

## Demografía
| Gráfica de evolución demográfica |
|                                  |

| Censo | Población |
| ----- | --------- |
| 1900  | 1 467     |
| 1910  | 592       |
| 1921  | 657       |
| 1930  | 791       |
| 1940  | 834       |
| 1950  | 972       |
| 1960  | 1 096     |
| 1970  | 1 506     |
| 1980  | 1 782     |
| 1990  | 1 809     |
| 2000  | 1 862     |
| 2010  | 1 682     |
| 2020  | 1 606     |